# Groupe Doux
Doux S.A. ist eine französische Unternehmensgruppe der Fleischindustrie mit Hauptsitz in Châteaulin (Département Finistère, Bretagne).
Doux-Gruppe ist der größte Produzent und Verarbeiter von Geflügelfleisch in Europa und einer der fünf weltgrößten Exporteure von Geflügel und Geflügelfleischprodukten. Das Unternehmen wird von Pierre Jean Doux und Charles Doux geleitet, CEO ist Guy Odri. 

## Produkte
Die Doux-Gruppe produziert vollintegriert, das heißt, vom Ausbrüten der Eier über die Geflügelaufzucht und Futtermittelherstellung, die Schlachtung und Weiterverarbeitung bis zur Vermarktung wird die gesamte Wertschöpfungskette von der Gruppe kontrolliert. Verarbeitet werden vor allem Huhn und Pute, aber auch Wildgeflügel, insbesondere Perlhuhn. Das Sortiment der Doux-Gruppe umfasst die ganze Palette frischer oder tiefgefrorener Geflügelprodukte: ganze Stücke, portionierte Stücke und veredelte, also weiterverarbeitete Geflügelprodukte (paniert, als Nuggets, Fertigmahlzeiten, marinierte Filets, Snacks, gekochtes Geflügelfleisch). Hauptmarken der Doux-Gruppe sind Père Dodu, Doux, LeBon, AlSabia und Coeur de Bretagne, in Deutschland auch Guts-Gold.

## Kennzahlen
Die Gruppe verfügt über rund zwanzig Produktionsstandorte in Frankreich und Brasilien und beschäftigte 2017 insgesamt über 2.300 Mitarbeiter. Allein in Frankreich sind über 5.000 weitere Arbeitsplätze indirekt von der Doux-Gruppe abhängig. Zusammen liefern rund 4.300 Vertragsmäster in Europa und Brasilien an die Doux-Gruppe. Die meisten Produktionsstätten befinden sich in der französischen Region Ouest.
2008 wurden über 1 Million Tonnen Geflügelfleisch erzeugt und vermarktet, davon 38 % Huhn als Ganzstück, 16 % Huhn portioniert, 11 % Puten, 16 % veredelte Produkte. Der Umsatz belief sich im Jahr 2008 auf 1,719 Mio. Euro (+13,3 % im Vergleich zu 2007). Davon wurde ein Drittel in Frankreich erwirtschaftet und 836 Millionen Euro (+ 41,5 % im Vergleich zu 2007) im Exportgeschäft. Exportiert wird weltweit in rund 130 Länder. Der größte Teil der Exporte (480 Mio. Euro, entsprechend 28 % des Gesamtumsatzes) ging 2008 in den Nahen Osten. Die Doux-Gruppe ist der führende Exporteur in diese Länder: In Saudi-Arabien hatte die Doux-Gruppe 2008 einen Marktanteil von 45 % mit stark steigender Tendenz, in den Vereinigten Arabischen Emiraten 50 %, in Oman 23 % und Katar 18 %. Mit weitem Abstand folgen die Märkte Russland (121 Mio. Euro Umsatz) und Amerika (76 Mio. Euro ohne den brasilianischen Markt). In Brasilien wurde 2008 ein Umsatz von 107 Mio. Euro erreicht.

## Geschichte
Der Unternehmensgründer Pierre Doux begann 1933 in Nantes mit einem Geflügelhandel. 1955 gründete er in Port-Launay (Département Finistère, Bretagne) einen eigenen Schlachthof. In den 1970er Jahren stieg Doux zu einem der weltgrößten Händler von tiefgefrorenem Geflügelfleisch auf. Bei weiter starkem Wachstum erfolgte um 1990 herum der Markteintritt in weitere Länder, darunter Deutschland und Spanien. Diverse Konkurrenten (u. a. die Marke Père Dodu) wurden übernommen, 1998 mit Frangosul ein Produzent in Brasilien. Ab der Jahrtausendwende wandte man sich der Erschließung weiterer Exportmärkte in Osteuropa und Russland zu. Nach wirtschaftlichen Problemen in den Jahren 2006–2008, bedingt durch das zeitweise Exportverbot für französisches Geflügel aufgrund von Infektionen im Zuge der Ausbreitung der Vogelgrippe H5N1(2006), eine Preisexplosion beim Rohmaterial (2007) und die Weltfinanzkrise (ab 2007) stieg der Umsatz, insbesondere im Exportgeschäft, wieder rasch an. Der schlecht gehende Geschäftszweig in Spanien sowie das unprofitabel gewordene Geschäft mit Entenfleisch in Frankreich wurden 2008 veräußert, zwei Produktionsstandorte in Frankreich geschlossen.
Für den Zeitraum Oktober 2007 bis Oktober 2008 erhielt die Doux-Gruppe in Frankreich eine Subvention aus Mitteln der Gemeinsamen Agrarpolitik (GAP) der Europäischen Union in Höhe von über 62,8 Millionen Euro. Aktionäre der Doux SA waren zu 80 % die Familie Doux und zu 20 % die Bank BNP Paribas.
Anfang Juni 2012 meldete die Doux-Gruppe Insolvenz an. 2013 übernahm der Investor Didier Calmels über seine Beteiligungsgesellschaft D&P Participations die Mehrheit des Unternehmens und führte eine Restrukturierung durch. Zwei Jahre später sah er die Sanierung als abgeschlossen an und führte seine Beteiligung zurück.

## Die Doux-Gruppe in Deutschland
Der deutsche Zweig der Doux-Gruppe, die Doux Geflügel GmbH, hat den rechtlichen Sitz in Kleinmachnow (Landkreis Potsdam-Mittelmark in Brandenburg) und seinen Verwaltungs- und Vertriebsstandort im Europarc Dreilinden in Berlin. In Grimmen (Landkreis Vorpommern-Rügen) wurde 1998 mit über 5 Millionen Euro an Fördermitteln eine Schlachterei und Abpackerei für tiefgefrorenes Huhn errichtet (Guts-Gold Nord Geflügel GmbH, Veterinärnummer: MV-ESG 101), in der nach starkem Personalabbau 2008 noch rund 100 Mitarbeiter beschäftigt waren. In Triwalk bei Wismar gehört eine Brüterei zur Doux-Gruppe. Der Umsatz der Doux-Gruppe in Deutschland belief sich 2006 auf 81 Mio. Euro.
Die Doux Geflügel GmbH erhielt im Zeitraum Oktober 2007 bis Oktober 2008 rund 4,7 Millionen Euro Subventionen aus GAP-Mitteln der EU und war damit der sechstgrößte Empfänger von EU-Agrarsubventionen in Deutschland und der größte Subventionsempfänger in Ostdeutschland.

## Konkurrenten
- Der weltgrößte Geflügelfleischproduzent ist Brasil Foods, entstanden 2009 aus der Fusion der beiden brasilianischen Unternehmen Perdigão und Sadia.
- Größter Konkurrent der Doux-Gruppe in Frankreich ist die LDC-Gruppe (Lambert Dodard Chancereul), die im Land Marktführer ist.